# Bahrain International Circuit
Bahrain International Circuit (arabsky: حلبة البحرين الدولية) je závodní okruh, který se nachází na ostrově Bahrajn v Perském zálivu, nedaleko města Sachír. Pořádají se zde závody dragsterů a jednou ročně také závod formule 1, který se zde jezdí od roku 2004, a závod GP2. V roce 2006 se zde také poprvé jel závod australského šampionátu cestovních vozů V8 Supercar a také závod na 24 hodin.
Výstavbu bahrajnského závodního okruhu podnítil bahrajnský korunní princ, šejk Salmán ibn Hamad Al Chalífa, který je také čestným předsedou Bahrajnské automobilové federace. Okruh je umístěn uprostřed pouště a pořadatelé měli obavy, že by se kvůli navátému písku na trati závod musel přerušovat. Avšak pořadatelé tento problém vyřešili rozprášením adhezivního materiálu okolo trati.
Okruh byl navržen německým architektem Hermannem Tilkem. Stavba stála přibližně 150 milionů amerických dolarů. Na okruhu je možno vytvořit šest různých variant trati, mezi které patří i testovací ovál a rovinka pro závody dragsterů.

## Formule 1
| No. | Rok  | Jezdec             | Konstruktér  | Motor       | Čas           | Délka kola  | Počet kol   | Rychlost     | Datum        |
| --- | ---- | ------------------ | ------------ | ----------- | ------------- | ----------- | ----------- | ------------ | ------------ |
| 1   | 2004 | Michael Schumacher | Ferrari      | Ferrari     | 1:28:34,875 h | 5,417 km    | 57          | 209,143 km/h | 4. duben     |
| 2   | 2005 | Fernando Alonso    | Renault      | Renault     | 1:29:18,531 h | 5,417 km    | 57          | 207,274 km/h | 3. duben     |
| 3   | 2006 | Fernando Alonso    | Renault      | Renault     | 1:29:46,205 h | 5,412 km    | 57          | 206,018 km/h | 12. březen   |
| 4   | 2007 | Felipe Massa       | Ferrari      | Ferrari     | 1:33:27,515 h | 5,412 km    | 57          | 197,887 km/h | 15. duben    |
| 5   | 2008 | Felipe Massa       | Ferrari      | Ferrari     | 1:31:06,970 h | 5,412 km    | 57          | 202,975 km/h | 6. duben     |
| 6   | 2009 | Jenson Button      | Brawn        | Mercedes    | 1:31:48,182 h | 5,412 km    | 57          | 201,711 km/h | 26. duben    |
| 7   | 2010 | Fernando Alonso    | Ferrari      | Ferrari     | 1:39:20,396 h | 6,299 km    | 49          | 186,272 km/h | 14. březen   |
| —   | 2011 | nekonalo se        | nekonalo se  | nekonalo se | nekonalo se   | nekonalo se | nekonalo se | nekonalo se  | nekonalo se  |
| 8   | 2012 | Sebastian Vettel   | Red Bull     | Renault     | 1:35:10,990 h | 5,412 km    | 57          | 201,143 km/h | 22. duben    |
| 9   | 2013 | Sebastian Vettel   | Red Bull     | Renault     | 1:36:00,498 h | 5,412 km    | 57          | 192,632 km/h | 21. duben    |
| 10  | 2014 | Lewis Hamilton     | Mercedes     | Mercedes    | 1:39:42,743 h | 5,412 km    | 57          | 185,476 km/h | 6. duben     |
| 11  | 2015 | Lewis Hamilton     | Mercedes     | Mercedes    | 1:35:05,809 h | 5,412 km    | 57          | 186,587 km/h | 19. duben    |
| 12  | 2016 | Nico Rosberg       | Mercedes     | Mercedes    | 1:33:34,696 h | 5,412 km    | 57          | 197,634 km/h | 3. duben     |
| 13  | 2017 | Sebastian Vettel   | Ferrari      | Ferrari     | 1:33:53,373 h | 5,412 km    | 57          | 196,979 km/h | 16. duben    |
| 14  | 2018 | Sebastian Vettel   | Ferrari      | Ferrari     | 1:32:01,940 h | 5,412 km    | 57          | 200,954 km/h | 8. duben     |
| 15  | 2019 | Lewis Hamilton     | Mercedes     | Mercedes    | 1:34:21,295 h | 5,412 km    | 57          | 196,008 km/h | 31. březen   |
| 16  | 2020 | Lewis Hamilton     | Mercedes     | Mercedes    | 2:59:47,515 h | 5,412 km    | 57          | 102,865 km/h | 29. listopad |
| 17  | 2020 | Sergio Pérez       | Racing Point | Mercedes    | 1:31:15,114 h | 3,543 km    | 87          | 202,513 km/h | 6. prosinec  |
| 18  | 2021 | Lewis Hamilton     | Mercedes     | Mercedes    | 1:32:03,897 h | 5,412 km    | 56          | 197,356 km/h | 28. březen   |
| 19  | 2022 | Charles Leclerc    | Ferrari      | Ferrari     | 1:37:33,584 h | 5,412 km    | 57          | 189,523 km/h | 20. březen   |
| 20  | 2023 | Max Verstappen     | Red Bull     | Honda RBPT  | 1:33:56,736 h | 5,412 km    | 57          | 196,862 km/h | 5. březen    |
| 21  | 2024 | Max Verstappen     | Red Bull     | Honda RBPT  | 1:31:44,742 h | 5,412 km    | 57          | 201,743 km/h | 2. březen    |
| 22  | 2025 | Oscar Piastri      | McLaren      | Mercedes    | 1:35:39,435 h | 5,412 km    | 57          | 193,493 km/h | 13. březen   |

## Verze okruhu

Okruh Grand Prix, který využívala formule 1 v letech 2004–2009 a 2012–dosud
Endurance Circuit, okruh F1 v roce 2010
Vnější okruh zvolený pro Grand Prix Sachíru 2020
Paddock Circuit
Oasis / Inner Circuit
Plochý ovál